# Dunière-sur-Eyrieux
Dunière-sur-Eyrieux è un comune francese di 413 abitanti situato nel dipartimento dell'Ardèche della regione dell'Alvernia-Rodano-Alpi.

## Società

### Evoluzione demografica
Abitanti censiti